# Giorgio Zampori
Giorgio Zampori (ur. 4 czerwca 1887 w Mediolanie, zm. 7 grudnia 1965 w Breno) – włoski gimnastyk, medalista olimpijski ze Sztokholmu, Antwerpii i Paryża.